# Cal Newport
Calvin C. Newport é um autor americano de não ficção e professor de ciência da computação em tempo integral na Universidade de Georgetown.

## Antecedentes e educação
Newport completou os seus estudos de graduação no Dartmouth College em 2004 e recebeu o doutoramento em ciência da computação pelo Instituto de Tecnologia de Massachusetts em 2009, sob a orientação de Nancy Lynch. Ele foi associado de pós-doutorado no departamento de ciência da computação do MIT de 2009 a 2011. O seu avô, John Newport, era ministro batista e teólogo.

## Carreira
Newport ingressou na Universidade de Georgetown como professor assistente de ciência da computação em 2011, obteve estabilidade em 2017 e foi promovido a professor titular em 2024. O seu trabalho concentra-se em algoritmos distribuídos em cenários de redes desafiadores e incorpora o estudo de sistemas de comunicação na natureza. Newport é atualmente Professor Associado Distinto do Reitor no Departamento de Ciência da Computação da Universidade de Georgetown e autor de oito livros.

### Gestão da atenção
Newport iniciou o blog Study Hacks em 2007, onde escreve sobre "como realizar um trabalho produtivo, valioso e significativo  numa era digital cada vez mais distraída".
Newport usou o termo existente "deep work" no seu livro Deep Work: Rules for Focused Success in a Distracted World (2016), que se refere ao estudo por períodos de tempo concentrados, sem distrações, como e-mail e redes sociais. Newport desafia a crença de que a participação nas redes sociais é importante para o capital de carreira.
Em 2017, ele começou a defender o “minimalismo digital”.
Em 2021, ele começou a referir-se ao papel que o e-mail e o chat desempenham no que ele chama de "mente hiperativa da colmeia".

## Livros
- How to Win at College (Crown, 2005) ISBN 978-0767917872
- How to Become a Straight-A Student (Crown, 2006) ISBN 978-0767922715
- How to Be a High-School Superstar (Crown, 2010) ISBN 978-0767932585
- So Good They Can't Ignore You: Why Skills Trump Passion In The Quest For Work You Love (Grand Central Publishing, 2012) ISBN 978-1455509126
- Deep Work: Rules for Focused Success in a Distracted World (Grand Central Publishing, 2016) ISBN 978-1455586691 Em português: Deep Work: A concentração maxima num mundo de distrações (Actual Editora, 2017) ISBN 9789896942403
- Digital Minimalism: Choosing a Focused Life in a Noisy World (Portfolio, 2019) ISBN 978-0525536512 Em português: Minimalismo Digital: Viver melhor com menos tecnologia (Actual Editora, 2019) ISBN 9789896944216
- The Time-Block Planner (2020)
  - 2nd ed. (Portfolio, 2023) ISBN 978-0593545393
- A World Without Email: Reimagining Work in an Age of Communication Overload (Portfolio, 2021) ISBN 978-0525536550 Em português: Um Mundo Sem E-mail: Reimaginar o trabalho na era da sobrecarga de informação (Actual Editora, 2021) ISBN 9789896946470
- Slow Productivity: The Lost Art of Accomplishment Without Burnout (Portfolio, 2024) ISBN 978-0593544853 Em português: Produtividade Lenta: Obter resultados sem cair em burnout (Actual Editora, 2024) ISBN 9789896947972[16]